# Liste der Kulturdenkmale in Kloster Veßra
Die Liste der Kulturdenkmale in Kloster Veßra umfasst die als Ensembles, Einzeldenkmale und Bodendenkmale erfassten Kulturdenkmale in der thüringischen Gemeinde Kloster Veßra und ihrer Ortsteile (Stand: 11. Februar 2025).
Die Angaben in der Liste ersetzen nicht die rechtsverbindliche Auskunft der zuständigen Denkmalschutzbehörde.

## Legende
- Bild: zeigt ein Bild des Kulturdenkmals und gegebenenfalls einen Link zu weiteren Fotos des Kulturdenkmals im Medienarchiv Wikimedia Commons
- Bezeichnung: Name, Bezeichnung oder die Art des Kulturdenkmals
- Lage: Wenn vorhanden Straßenname und Hausnummer des Kulturdenkmals; Grundsortierung der Liste erfolgt nach dieser Adresse. Der Link Karte führt zu verschiedenen Kartendarstellungen und nennt die Koordinaten des Kulturdenkmals.
 Kartenansicht, um Koordinaten zu setzen – in dieser Kartenansicht sind Kulturdenkmale ohne Koordinaten mit einem roten bzw. orangen Marker dargestellt und können in der Karte gesetzt werden. Kulturdenkmale ohne Bild sind mit einem blauen bzw. roten Marker gekennzeichnet, Kulturdenkmale mit Bild mit einem grünen bzw. orangen Marker.
- Datierung: gibt das Jahr der Fertigstellung beziehungsweise das Datum der Erstnennung oder den Zeitraum der Errichtung an
- Beschreibung: bauliche und geschichtliche Einzelheiten des Kulturdenkmals, vorzugsweise die Denkmaleigenschaften
- ID: Die ID identifiziert das Kulturdenkmal eindeutig. In Thüringen sind aktuell keine IDs veröffentlicht. In der ID-Spalte kann sich auch folgendes Icon  befinden, dies führt zu Angaben zu diesem Kulturdenkmal bei Wikidata.

## Einzeldenkmale

### Kloster Veßra
| Bild                                    | Bezeichnung                                                        | Lage                                                           | Datierung       | Beschreibung | ID |
| --------------------------------------- | ------------------------------------------------------------------ | -------------------------------------------------------------- | --------------- | ------------ | -- |
| weitere Bilder Fotos hochladen          | Kirche mit Kloster                                                 | Anger 29, 30 Flur 3 / Flurstück(e) u.a. 89, 90, 91, 92 (Karte) | 12. Jahrhundert |              |    |
| BW                                      | Wohnhaus, Nebengebäude, Grundstück, Einfriedung                    | Neuhofer Straße 11 Flur 3 / Flurstück(e) 54/2 (Karte)          |                 |              |    |
| Direkt Bild zu diesem Denkmal hochladen | Gehöft                                                             | Neuhofer Straße 20 Flur 2 / Flurstück(e) 144/2                 |                 |              |    |
| BW                                      | Gasthaus mit Saalanbau, Grundstück und Einfriedung / Goldener Löwe | Schleusinger Straße 4 Flur 3 / Flurstück(e) 106/2 (Karte)      |                 |              |    |
| Fotos hochladen                         | Brücke                                                             | westlich der Ortslage                                          |                 |              |    |

### Neuhof
| Bild                                    | Bezeichnung | Lage                          | Datierung | Beschreibung | ID |
| --------------------------------------- | ----------- | ----------------------------- | --------- | ------------ | -- |
| Direkt Bild zu diesem Denkmal hochladen | Kellerhaus  | Koordinaten fehlen! Hilf mit. |           |              |    |

## Bodendenkmale

### Kloster Veßra
| Bild                                    | Bezeichnung                     | Lage | Datierung | Beschreibung | ID |
| --------------------------------------- | ------------------------------- | --- | --------- | ------------ | -- |
| Direkt Bild zu diesem Denkmal hochladen | Sächsische Landwehr – Abschnitt | Grenzverlauf Gemarkungsgrenze Ebenhards / Kloster Veßra, ca. 1,3 km nördlich von Ebenhards Gemarkung Ebenhards / Flurstück(e) 173/2, 179/37, 179/38, 179/39, 179/45, 179/46; Flur 14 / Flurstück(e) 1/30, 1/34, 1/9                          |           |              |    |
| Direkt Bild zu diesem Denkmal hochladen | / Gedenkstein ‚Seelweckchen‘    | bis zur Brückensanierung 2000 im Mittelpfeiler der Straßenbrücke über der Schleuse, seitdem unmittelbar nö der Brücke, südlich der Einmündung der Straße von Kloster Veßra auf Bundesstraße Themar-Hildburghausen Flur 3 / Flurstück(e) 65/1 |           |              |    |